# كأس الاتحاد الصيني 2006
كأس الاتحاد الصيني 2006 (بالصينية: 2006年中国足协杯) هو موسم من كأس الاتحاد الصيني. كان عدد الأندية المشاركة فيه 28، وفاز فيه نادي شاندونغ لونينغ.